# HMS Spanker (1943)
HMS Spanker – brytyjski trałowiec z okresu II wojny światowej, jedna ze 110 zbudowanych jednostek typu Algerine. Okręt został zwodowany 20 kwietnia 1943 roku w stoczni Harland and Wolff w Belfaście, a do służby w Royal Navy wszedł 9 lipca 1943 roku z numerem burtowym J226. Na początku lat 50. trałowiec sprzedano Belgii, a do służby w Belgijskiej Marynarce Wojennej wszedł pod nazwą „De Brouwer” (M904) w lutym 1953 roku. Jednostka została wycofana ze służby w 1966 roku i następnie złomowana.

## Projekt i budowa
HMS „Spanker” był jedną ze 110 zbudowanych jednostek typu Algerine, znacznie większych od budowanych na początku wojny okrętów typu Bangor . Nowy typ stanowił powrót do budowy pełnomorskich trałowców wielkości przedwojennego typu Halcyon, zdolnych nie tylko do wykonywania zdań trałowych, lecz także do walki z okrętami podwodnymi i eskortowania konwojów . Cena za uniwersalność okazała się jednak wysoka, gdyż koszt budowy trałowca typu Algerine był dwukrotnie większy niż korwety typu Flower .
HMS „Spanker” zbudowany został w stoczni Harland and Wolff w Belfaście. Stępkę okrętu położono 22 września 1942 roku, został zwodowany 20 kwietnia 1943 roku, a ukończono go 9 lipca 1943 roku .

## Dane taktyczno-techniczne
Okręt był oceanicznym trałowcem, przeznaczonym także do zadań eskortowych i zwalczania okrętów podwodnych . Długość całkowita wynosiła 68,6 metra, szerokość 10,8 metra i zanurzenie maksymalne 3,2 metra (3,58 metra ze śrubami) . Wyporność standardowa wynosiła pomiędzy 940 a 1040 ton, zaś pełna 1225–1335 ton. Okręt napędzany był przez dwa zestawy turbin parowych z przekładniami o łącznej mocy 2000 KM, do których parę dostarczały dwa trójwalczakowe kotły Admiralicji . Dwuśrubowy układ napędowy pozwalał osiągnąć prędkość 16,5 węzła. Okręt zabierał maksymalnie zapas 235 ton mazutu, co zapewniało zasięg wynoszący 6000 Mm przy prędkości 12 węzłów .
Uzbrojenie artyleryjskie jednostki składało się z pojedynczego działa uniwersalnego kal. 102 mm (4 cale) QF HA Mark V L/45 umieszczonego na dziobie . Uzbrojenie przeciwlotnicze składało się z czterech pojedynczych lub czterech podwójnych działek automatycznych Oerlikon kal. 20 mm L/70 Mark II/IV . Broń ZOP stanowiły cztery miotacze i dwie zrzutnie bomb głębinowych (z łącznym zapasem do 92 bg) . W celu zwalczania min okręt przenosił trały . Wyposażenie radioelektroniczne obejmowało radar oraz sonar .
Załoga okrętu liczyła od 85 do 138 oficerów, podoficerów i marynarzy .

## Służba

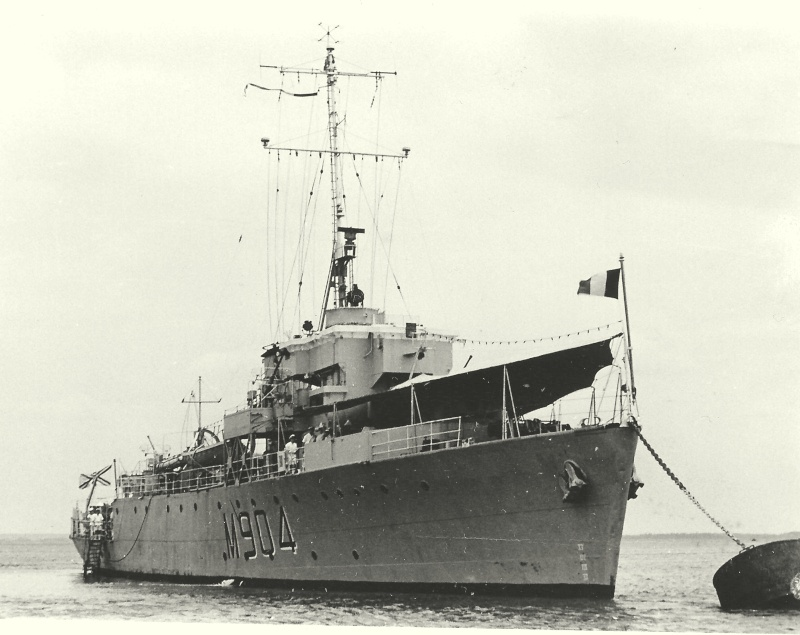
Okręt w służbie belgijskiej jako „De Brouwer”.

Okręt wszedł do służby w Royal Navy w lipcu 1943 roku, otrzymując numer taktyczny J226 . Na początku lat 50. trałowiec sprzedano Belgii (wraz z bliźniaczymi jednostkami „HMS Cadmus”, „HMS Fancy”, „HMS Liberty”, „HMS Ready” oraz „HMS Rosario”) i 25 lutego 1953 roku przyjęto go do służby w Belgijskiej Marynarce Wojennej pod nazwą „De Brouwer” (numer taktyczny M904) . Uzbrojenie okrętu w tym okresie stanowiło pojedyncze działo kal. 102 mm oraz cztery działka Bofors kal. 40 mm L/60 Mark 7, a jego załoga liczyła 101 osób . Jednostka oprócz zadań trałowych pełniła też funkcję patrolowca. W 1959 roku trałowiec został przeklasyfikowany na eskortowiec, otrzymując numer taktyczny F904, a także został przystosowany do pływania w tropikach . Z jednostki usunięto też wyposażenie trałowe . Okręt został wycofany ze służby w 1966 roku , a 9 stycznia 1968 roku rozpoczęło się w Gandawie jego złomowanie.